# Polystichum nigrum
Polystichum nigrum är en träjonväxtart som beskrevs av Ren-Chang Ching och H. S. Kung. Polystichum nigrum ingår i släktet Polystichum och familjen Dryopteridaceae. Inga underarter finns listade.